# Andreï Svetchnikov
Andreï Igorevitch Svetchnikov - en russe : Андрей Игоревич Свечников, en anglais : Andrei Svechnikov - (né le 26 mars 2000 à Barnaoul en Russie) est un joueur russe de hockey sur glace. Il évolue au poste d'ailier droit.

## Biographie
Svetchnikov commence sa carrière junior en sol nord-américain avec les Lumberjacks de Muskegon dans la USHL en 2016-17. Il connaît aussitôt du succès avec Muskegon alors qu'il s'établit en tant que meilleur marqueur de son équipe et termine la saison au 6e rang des pointeurs de la ligue. Il est d'ailleurs nommé dans la 1re équipe d'étoiles en plus de recevoir le titre de recrue de l'année dans la USHL. 
En juin 2017, il est choisi au 1er rang au total par les Colts de Barrie lors du repêchage européen de la LCH. Avant le début de la saison, il est perçu comme un sérieux candidat afin de devenir le tout premier choix au total pour le repêchage d'entrée dans la LNH 2018. Il termine la campagne 2017-18 avec une récolte de 72 points en 44 matchs et remporte le trophée de la famille Emms qui est remis à la recrue par excellence dans la LHO. Ces bonnes performances lui permettent ainsi de terminer au 1er rang chez les patineurs nord-américains dans le classement final de la Centrale de recrutement de la LNH.
Le 22 juin 2018, il est repêché au 2e rang au total par les Hurricanes de la Caroline. Le 1er juillet, il signe son  contrat d'entrée d'une durée de 3 ans avec la Caroline. 
Le 29 octobre 2019, il devient le premier joueur de la LNH à compter un but Michigan alors qu'il marque contre le gardien David Rittich dans une victoire de 2-1 face aux Flames de Calgary. Il répète l'exploit le 17 décembre 2019 contre les Jets de Winnipeg.
En août 2021, l'attaquant de 21 ans signe un contrat de 62 millions $ pour huit ans avec les Hurricanes. Le pacte, d'une valeur annuelle de 7,75 millions $, se terminera au terme de la saison 2028-2029.

## Vie privée
Il est le frère cadet de l'attaquant Ievgueni Svetchnikov.

## Statistiques
Pour les significations des abréviations, voir Statistiques du hockey sur glace.

### En club
| Saison     | Équipe                    | Ligue      |     | Saison régulière | Saison régulière | Saison régulière | Saison régulière | Saison régulière |    | Séries éliminatoires | Séries éliminatoires | Séries éliminatoires | Séries éliminatoires | Séries éliminatoires |
| Saison     | Équipe                    | Ligue      | PJ  | B                | A                | Pts              | Pun              | PJ               | B  | A                    | Pts                  | Pun                  |                      |                      |
| 2016-2017  | Lumberjacks de Muskegon   | USHL       | 48  | 29               | 29               | 58               | 68               | -                | -  | -                    | -                    | -                    |                      |                      |
| 2017-2018  | Colts de Barrie           | LHO        | 44  | 40               | 32               | 72               | 67               | 8                | 5  | 6                    | 11                   | 12                   |                      |                      |
| 2018-2019  | Hurricanes de la Caroline | LNH        | 82  | 20               | 17               | 37               | 62               | 9                | 3  | 2                    | 5                    | 9                    |                      |                      |
| 2019-2020  | Hurricanes de la Caroline | LNH        | 68  | 24               | 37               | 61               | 54               | 6                | 4  | 3                    | 7                    | 8                    |                      |                      |
| 2020-2021  | Hurricanes de la Caroline | LNH        | 55  | 15               | 27               | 42               | 44               | 11               | 2  | 6                    | 8                    | 14                   |                      |                      |
| 2021-2022  | Hurricanes de la Caroline | LNH        | 78  | 30               | 39               | 69               | 79               | 14               | 4  | 1                    | 5                    | 14                   |                      |                      |
| 2022-2023  | Hurricanes de la Caroline | LNH        | 64  | 23               | 32               | 55               | 71               | -                | -  | -                    | -                    | -                    |                      |                      |
| 2023-2024  | Hurricanes de la Caroline | LNH        | 59  | 19               | 33               | 52               | 58               | 11               | 2  | 9                    | 11                   | 16                   |                      |                      |
| Totaux LNH | Totaux LNH                | Totaux LNH | 406 | 131              | 185              | 316              | 368              | 51               | 15 | 21                   | 36                   | 61                   |                      |                      |

### En équipe nationale
| Année | Équipe     | Compétition                  |   | PJ | B | A | Pts | Pun                |  | Résultat |
| 2015  | Russie U17 | Défi mondial -17 ans         | 6 | 2  | 3 | 5 | 6   | Médaille d'argent  |  |          |
| 2016  | Russie U18 | Championnat du monde -18 ans | 5 | 2  | 0 | 2 | 2   | 6e place           |  |          |
| 2016  | Russie U18 | Ivan Hlinka -18 ans          | 5 | 4  | 1 | 5 | 0   | Médaille de bronze |  |          |
| 2016  | Russie U17 | Défi mondial des -17 ans     | 4 | 5  | 3 | 8 | 2   | Médaille de bronze |  |          |
| 2017  | Russie U18 | Championnat du monde -18 ans | 7 | 4  | 5 | 9 | 10  | Médaille de bronze |  |          |
| 2018  | Russie U20 | Championnat du monde junior  | 5 | 0  | 5 | 5 | 2   | 5e place           |  |          |

## Trophées et honneurs personnels

### USHL
- 2016-2017 : 
  - nommé dans la première équipe d'étoiles
  - nommé recrue de l'année

### LHO
- 2017-2018 : récipiendaire du trophée de la famille Emms

### LNH
- 2022-2023 : participe au 67e Match des étoiles